# Dainius Salenga
Dainius Šalenga (Varena, Lituania, 15 de abril de 1977) es un baloncestista lituano que mide 1,97 m y cuya posición en la cancha es la de alero. Actualmente juega en el BC Lietkabelis de la liga de su país.

## Clubes
- Categorías inferiores. Farmeka Vilnius.
- 1997-1998 Farmeka Vilnius.
- 1998-2001 BC Sakalai Vilnius.
- 2000-2005 Zalgiris Kaunas.
- 2005-2007 CB Girona.
- 2007-2011 Zalgiris Kaunas.
- 2011-2012 Rūdupis Prienai
- 2011-2012 Zalgiris Kaunas.
- 2012-2014 BC Budivelnyk Kiev.
- 2014-**** BC Lietkabelis

## Palmarés a nivel de clubes
- 2000-01, 2002-03, 2003-04, 2004-05 LKL. LTU. Zalgiris Kaunas. Campeón.
- 2004-05 BBL. Zalgiris Kaunas. Campeón.
- 2006-07 FIBA Eurocopa. CB Girona. Girona. Campeón.